# Serge Gumienny
Serge Gumienny (Sint-Truiden, 1972. április 14. –) belga nemzetközi labdarúgó-játékvezető. Polgári foglalkozása: tisztviselő.

## Pályafutása

### Nemzeti játékvezetés
Ellenőreinek, sportvezetőinek javaslatára lett az I. Liga játékvezetője. Vezetett bajnoki mérkőzéseinek száma: 160. (2010)

#### Nemzeti kupamérkőzések
Vezetett Kupa-döntők száma: 3.

##### Belga Szuperkupa
| Időpont            | Helyszín                                | Mérkőzés típusa | Mérkőzés                   | Eredmény | Nézők száma |
| ------------------ | --------------------------------------- | --------------- | -------------------------- | -------- | ----------- |
| 2003. augusztus 2. | Jan Breydel Stadion, Bruges             | döntő           | Club Brugge KV–La Louvière | 1 : 1    | 3 268       |
| 2006. december 20. | Constant Vanden Stock Stadion, Brüsszel | döntő           | Anderlecht–Zulte-Waregem   | 3 : 1    | 13 000      |

##### Belga Kupa
| Időpont         | Helyszín                         | Mérkőzés típusa | Mérkőzés                | Eredmény | Nézők száma |
| --------------- | -------------------------------- | --------------- | ----------------------- | -------- | ----------- |
| 2008. május 18. | Baldvin király Stadion, Brüsszel | döntő           | KRC Genk–RSC Anderlecht | 2 : 3    | 50 000      |

### Nemzetközi játékvezetés
A Belga labdarúgó-szövetség Játékvezető Bizottsága (JB)  terjesztette fel nemzetközi játékvezetőnek, a Nemzetközi Labdarúgó-szövetség (FIFA) 2003-tól tartotta nyilván bírói keretében. Több nemzetek közötti válogatott és klubmérkőzést vezetett. 2009-től a FIFA JB az elit játékvezetők közé sorolta, 2012-ben visszasorolta az 1. csoportba. A belga nemzetközi játékvezetők rangsorában, a világbajnokság-Európa-bajnokság sorrendjében a 7. helyet foglalja el 8 találkozó szolgálatával.

#### Világbajnokság
A világbajnoki döntőhöz vezető úton Németországba a XVIII., a 2006-os labdarúgó-világbajnokságra, Dél-Afrikába a XIX., a 2010-es labdarúgó-világbajnokságra, valamint Brazíliába a XX., a 2014-es labdarúgó-világbajnokságra a FIFA JB bíróként alkalmazta.

##### 2006-os labdarúgó-világbajnokság
| Időpont         | Helyszín                    | Mérkőzés típusa           | Mérkőzés              | Eredmény | Nézők száma |
| --------------- | --------------------------- | ------------------------- | --------------------- | -------- | ----------- |
| 2005. június 4. | Svangaskard Stadion, Toftir | előselejtező (4. csoport) | Feröer-szigetek–Svájc | 1 : 3    | 2 047       |

##### 2010-es labdarúgó-világbajnokság
| Időpont              | Helyszín                    | Mérkőzés típusa           | Mérkőzés                 | Eredmény | Nézők száma |
| -------------------- | --------------------------- | ------------------------- | ------------------------ | -------- | ----------- |
| 2008. szeptember 10. | Laugardalsvöllur, Reykjavik | előselejtező (9. csoport) | Izland–Skócia            | 1 : 2    | 9 767       |
| 2009. március 28.    | Luzsnyiki Stadion, Moszkva  | előselejtező (4. csoport) | Oroszország–Azerbajdzsán | 2 : 0    | 62 000      |
| 2009. október 10.    | Tivoli Stadion, Innsbruck   | előselejtező (7. csoport) | Ausztria–Litvánia        | 2 : 1    | 14 200      |

##### 2014-es labdarúgó-világbajnokság
| Időpont           | Helyszín                      | Mérkőzés típusa           | Mérkőzés                       | Eredmény |
| ----------------- | ----------------------------- | ------------------------- | ------------------------------ | -------- |
| 2012. október 12. | Dinamo Saupin Stadion, Minszk | előselejtező (1. csoport) | Fehéroroszország–Spanyolország | 0 : 4    |

#### Európa-bajnokság
Portugália rendezte a 2006-os U21-es labdarúgó-Európa-bajnokságot, ahol a FIFA/UEFA JB bíróként alkalmazta.
| Időpont            | Helyszín                             | Mérkőzés típusa         | Mérkőzés                          | Eredmény | Nézők száma |
| ------------------ | ------------------------------------ | ----------------------- | --------------------------------- | -------- | ----------- |
| 2005. november 11. | Üllői úti Stadion, Budapest          | rájátszás (1. mérkőzés) | Magyarország–Olaszország          | 1 : 1    |             |
| 2006. május 23.    | Cidade de Barcelos Stadion, Barcelos | selejtező (A. csoport)  | Szerbia és Montenegró–Németország | 0 : 1    |             |
| 2006. május 26.    | Municipal Stadion, Aveiro            | selejtező (B. csoport)  | Dánia–Hollandia                   | 1 : 1    |             |

Az európai-labdarúgó torna döntőjéhez vezető úton Ausztriába és Svájcba a XIII., a 2008-as labdarúgó-Európa-bajnokságra és Ukrajnába és Lengyelországba a XIV., a 2012-es labdarúgó-Európa-bajnokságra az UEFA JB játékvezetőként foglalkoztatta.

##### 2008-as labdarúgó-Európa-bajnokság
| Időpont           | Helyszín                 | Mérkőzés típusa           | Mérkőzés                 | Eredmény | Nézők száma |
| ----------------- | ------------------------ | ------------------------- | ------------------------ | -------- | ----------- |
| 2007. március 28. | Rheinpark Stadion, Vaduz | előselejtező (F. csoport) | Liechtenstein–Lettország | 1 : 0    | 1 680       |

##### 2012-es labdarúgó-Európa-bajnokság
| Időpont           | Helyszín                              | Mérkőzés típusa           | Mérkőzés               | Eredmény | Nézők száma |
| ----------------- | ------------------------------------- | ------------------------- | ---------------------- | -------- | ----------- |
| 2010. október 8.  | Antonis Papadopoulos Stadion, Larnaca | előselejtező (H. csoport) | Ciprus–Norvégia        | 1 : 2    | 7 648       |
| 2011. március 25. | FK Crvena zvezda Stadion, Belgrád     | előselejtező (C. csoport) | Szerbia–Észak-Írország | 2 : 1    | 350         |

#### Nemzetközi kupamérkőzések

##### UEFA-kupa
| Időpont              | Helyszín                 | Mérkőzés típusa            | Mérkőzés              | Eredmény |
| -------------------- | ------------------------ | -------------------------- | --------------------- | -------- |
| 2003. szeptember 24. | Maksimir Stadion, Zágráb | első forduló (1. mérkőzés) | GNK Dinamo Zagreb–MTK | 3 : 1    |

###### UEFA-bajnokok ligája
| Időpont          | Helyszín                      | Mérkőzés típusa                 | Mérkőzés                       | Eredmény |
| ---------------- | ----------------------------- | ------------------------------- | ------------------------------ | -------- |
| 2008. július 30. | Marcel Saupin Stadion, Nantes | második selejtező (1. mérkőzés) | Fenerbahçe SK– MTK Budapest FC | 2 : 0    |